# Athletic Club (féminines)
Pour un article plus général, voir Athletic Club.
Maillots
Dernière mise à jour : 24 juillet 2018.
La section féminine de l'Athletic Club, est un club de football espagnol fondé en 2002 et situé à Bilbao en Espagne. 
L'équipe joue en Liga F.

## Histoire
Le club est créé en 2000 sous le nom de Leioa EFT. L'équipe remporte la troisième division, puis la deuxième division, et évolue donc dans l'élite dès sa troisième saison d'existence. L'Athletic Bilbao absorbe le Leioa EFT en 2002 au moment de la montée en Primera División.
Le 3 mars 2003, l'équipe joue son premier match à San Mamés contre Puebla (victoire 5-1), un mois avant de remporter le championnat d'Espagne pour sa première saison dans l'élite. Le club conserve son titre les deux saisons suivantes et devient le premier club à remporter trois championnats consécutifs. Le club découvre donc la coupe d'Europe, mais ne parviendra jamais à y briller, atteignant au mieux les 16es de finale.
Après une saison 2005-2006 ratée, les Basques renouent avec le succès la saison suivante et décrochent un quatrième titre.
En 2012, les Basques atteignent la finale de la coupe de la Reine, mais échouent face à l'Espanyol Barcelone (1-2).
En 2015-2016, Bilbao remporte un cinquième titre en championnat, ce qui en fait le club le plus titré du pays, avec le FC Barcelone.
Le 30 janvier 2019, 48 121 supporters assistent au quart de finale de coupe de la Reine contre l'Atlético Madrid à San Mamés, battant le record de fréquentation de l'équipe masculine de l'Athletic Bilbao cette saison-là et le record d'Europe de fréquentation pour un match de football féminin (battu depuis par Barcelone-Atlético).

## Palmarès
- Championnat d'Espagne
  - Champion en 2003, 2004, 2005, 2007 et 2016
  - Vice-champion en 2012, 2013 et 2014.

- Coupe d'Espagne
  - Finaliste en 2012 et 2014.

## Effectif

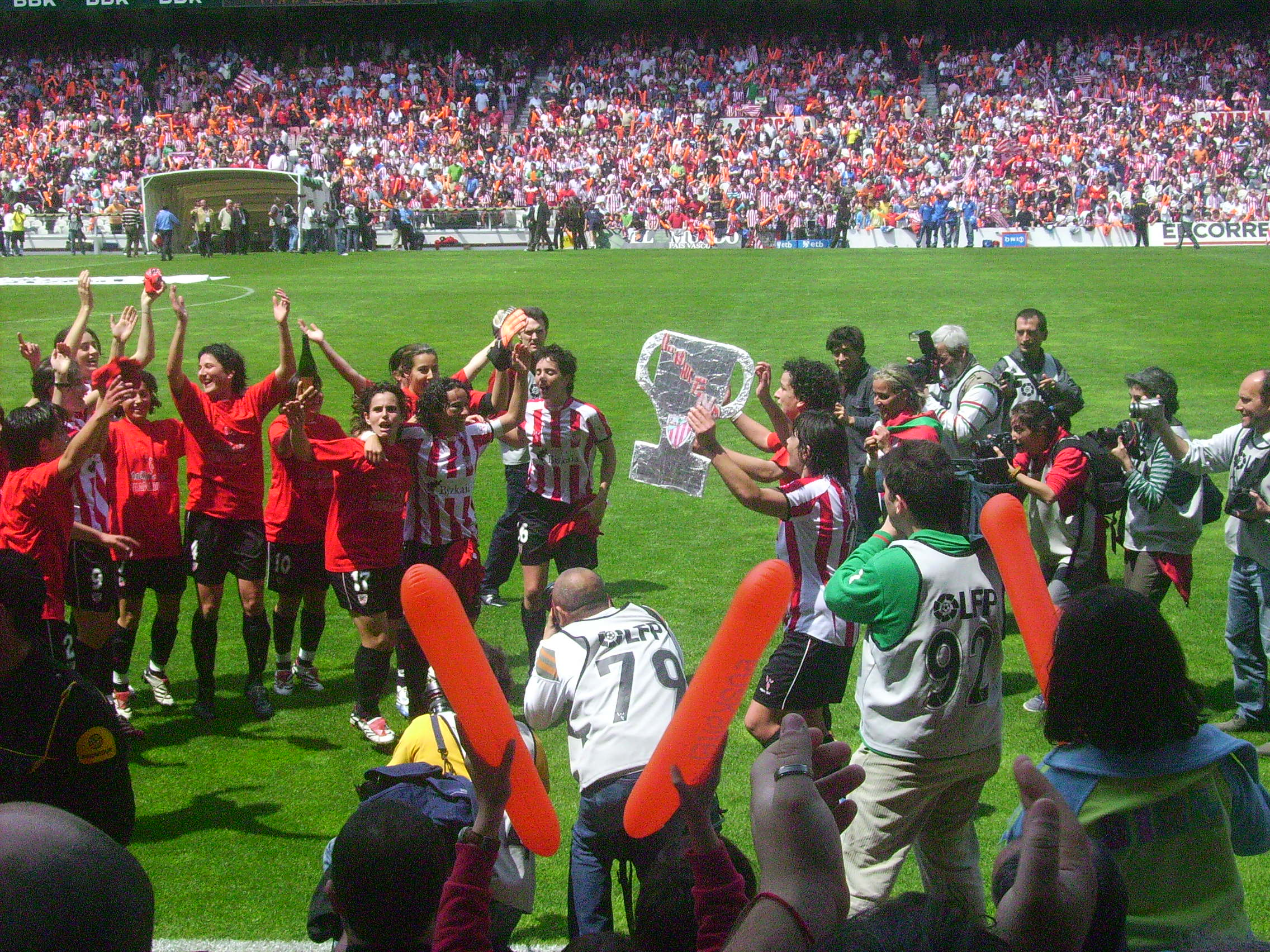
L'équipe fête le titre de championnes d'Espagne en 2007.

À l'instar de leurs homologues masculins, l'équipe comporte exclusivement des joueuses basques. En 2019, le club recrute Bibiane Schulz Solano, joueuse née en Allemagne et n'ayant jamais vécu au Pays Basque. Cependant, sa mère est basque et son arrière-grand-père, José María Belauste, est une légende de l'Athletic Bilbao. Au mercato estival 2020, Sophie Istillart, originaire de Hendaye, arrive de Bordeaux et devient la première joueuse française du club.

## Rivalités

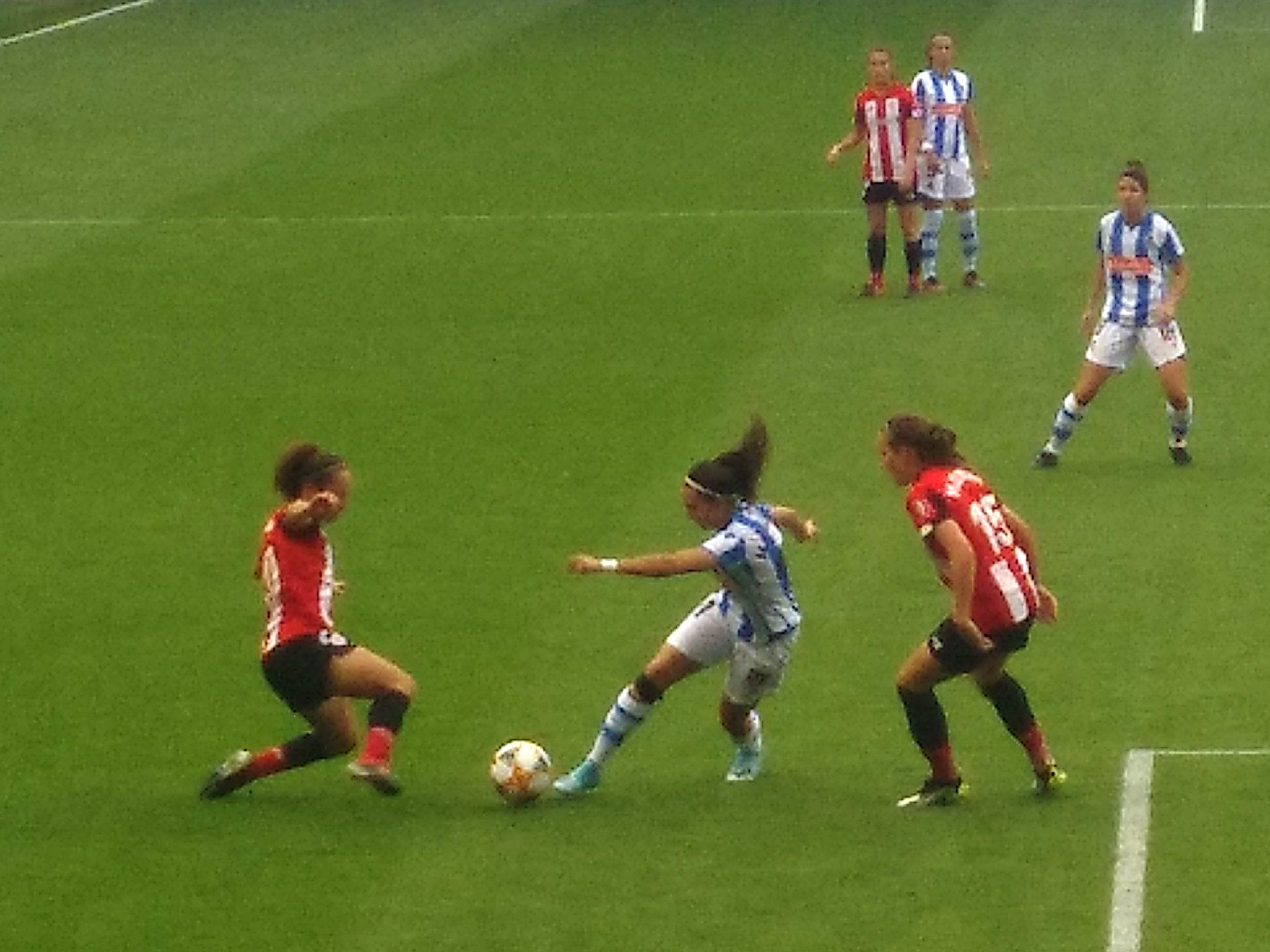
Derby du 13 octobre 2019 entre l'Athletic Bilbao et la Real Sociedad

L'Athletic dispute le derby basque contre la Real Sociedad, les deux équipes évoluant actuellement en première division.